# Mads Nissen Styrk
Mads Nissen Styrk (født 1923, død 18. januar 1988) var en dansk debattør og venstrefløjsaktivist.
Hans skrifter i midten af 1960'erne kan delvis have været medvirkende til nedsættelsen af det såkaldt Wambergudvalg til kontrol af Politiets Efterretningstjeneste.
Han udgav i 1964 bogen De hemmelige kartoteker: pest over Danmark på forlaget Aros.
Han var også medforfatter på den lille bog Efterretningstjeneste på udflugt. Kasper Neergaardsagen fra 1972.